# Докторша из военного госпиталя
Докторша из военного госпиталя (итал. La dottoressa del distretto militare) — итальянская эротическая комедия режиссёра Нандо Чичеро. Премьера состоялась в 1976 году. Съёмки фильма проходили в городе Риме.

## Сюжет
Плейбоя Джанни Монтано, который ищет себе жену среди иностранок в международном отеле «Хилтон», вызывают к армии, перед чем он должен пройти медицинский осмотр. Его друг Николо предлагает ему притвориться больным и лечь в военный госпиталь. Главным врачом является профессор Фрусталупі, которого после травмы заменяет врач Елена Долиоцци. Джанни разными способами пытается притворяться больным, выдумывая разные болезни, однажды даже притворился отцом маленького мальчика, и его нельзя забрать в армию через уход за малым. Он также влюбляется в новую врачиху и мысленно мечтает быть врачом, который лечит Елену. Руководителем военного госпиталя является полковник Фарина, у которого есть пунктик относительно своей болезненности. Ему нужен переводчик с английского языка, для чего он берёт себе в помощника Джанни Монтано и пытается оставить его как можно дольше в военном госпитале.